# Ashleigh Jayne Nelson
Ashleigh Jayne Nelson (Narrogin, 5 de marzo de 1987) es una exjugadora australiana de hockey sobre césped.

## Trayectoria
Nelson debutó con la selección australiana en 2007. En el año 2014 llegó a la final del Mundial de La Haya, pero perdió la final ante Países Bajos y obtuvo el subcampeonato. Tuvo su primera participación olímpica los Juegos Olímpicos de Londres 2012.